# Goldstein (Adelsgeschlecht)

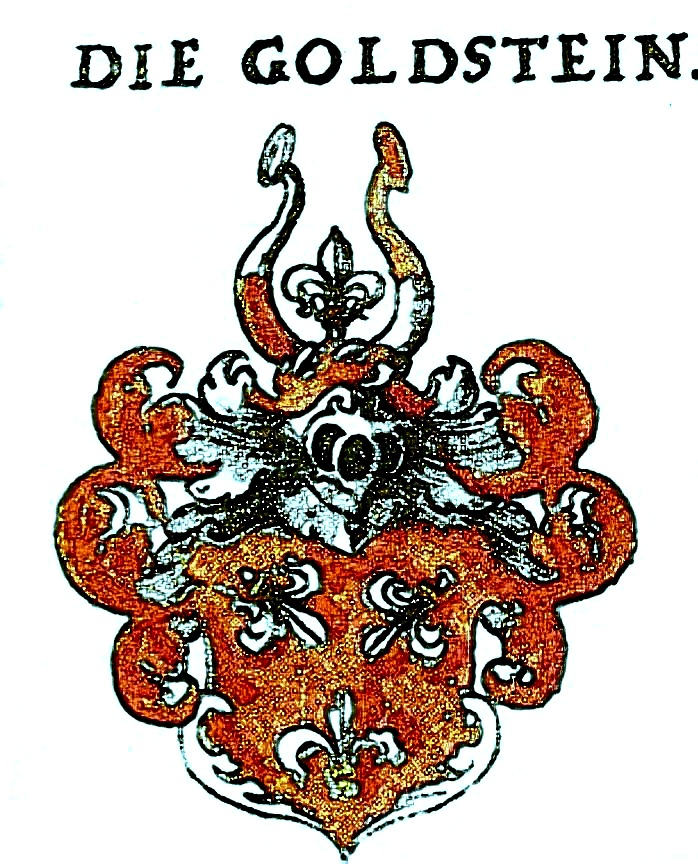
Stammwappen derer von Goldstein

Die Familie von Goldstein, auch Gol(d)tstein, war ein mitteldeutsches Adelsgeschlecht, dessen Wurzeln nach Unterfranken zurückreichen und aus dem ein Halle’sches Stadtgeschlecht hervorging, das sich 1650 den Adelsstand erneuern ließ. Es darf nicht mit dem aus dem Rheinland stammenden, in den Freiherren- bzw. Grafenstand erhobenen Adelsgeschlecht Goltstein (auch Goldstein) verwechselt werden. Ebenso ist es zu unterscheiden von dem alten, ausgestorbenen Adelsgeschlecht Goldstein der Stadt und Landschaft Zürich.

## Geschichte
Der Stammbaum der Familie lässt sich bis Johann (Hans) Goldstein zurückverfolgen, der zunächst von 1444 als Stadtschreiber und von 1466 bis 1477 als Bürgermeister von Kitzingen wirkte. Aus der Ehe seines gleichnamigen Sohnes Johann Goldstein († 1504) mit Sophia Keller, die in den Urkunden gelegentlich auch mit dem Adelsprädikat (von Keller/Keller von Strandeck) bezeichnet wird, ging der Jurist Kilian Goldstein hervor, der sich in Halle (Saale) im Erzstift Magdeburg niederließ und 1576 das Rittergut Passendorf im Kurfürstentum Sachsen erwarb. Weitere Lehngüter kaufte die Familie Goldstein zu Beginn des 17. Jahrhunderts in Schiebelau (Marx Goldstein), 1617 in Dölkau und 1625 in Hohenprießnitz. Am 18. Dezember 1650 wurde in Wien eine kaiserliche Adelsrenovation für die Deszendenz der Brüder Joachim und Kilian (von) Goldstein bestätigt.
Der Kammerherr Carl Gottlob von Goldstein, der keine männlichen Leibeserben hatte, adoptierte 1761 den jüngsten Sohn des kursächsischen Landjägermeister von Boeltzig in Merseburg. Carl Wilhelm von Boeltzig nahm den Namen und das Wappen derer von Goldstein an. Dessen Nachkommen trugen seit 24. Mai 1823 den Namen Freiherren von Goldstein-Berge.

## Bedeutende Familienmitglieder
- Kilian Goldstein der Ältere (auch Chilian Goltstein; * 25. März 1499 in Kitzingen; † 25. Januar 1568 in Halle (Saale)), Jurist der Reformationszeit, Sachsen-Weimarer Kanzler, Professor in Wittenberg
  - dessen Sohn Paul Goldstein (* 9. September 1532 in Wittenberg; † 1578 in Berlin), Jurist, kurbrandenburgischer Hofrat und sächsischer Rittergutsbesitzer
    - dessen Sohn Carl Goldstein (* 1570; † 14. Juni 1628 in Berlin), kursächsischer Oberst und Stiftshauptmann von Quedlinburg
      - dessen Enkel Carl Albrecht von Goldstein (* 24. November 1638 in Halle (Saale); † 15. Oktober 1683 in Hamburg), kurfürstlich-sächsischer Geheimer Rat und zuletzt als Geheimer Rat und Statthalter von Land Hadeln
        - dessen Sohn Carl Gottlob von Goldstein (* 16. April 1678 in Passendorf; † 28. April 1755 ebenda), Erb-, Lehns- und Gerichtsherr auf Passendorf und Angersdorf, königlich-polnischer und kurfürstlich-sächsischer Hofrat, auch Oberhofmeister zu Forst und zuletzt in Merseburg

    - Joachim Goldstein (* vor 1594; † um 1630), kursächsischer Geheimer Rat und Kanzler

## Wappen
Blasonierungen:
- Das Stammwappen zeigt in Rot drei im Dreipass mit den Spitzen einwärts gekehrte silberne Lilien. Auf dem Helm mit rot-silbernen Decken eine silberne Lilie zwischen zwei von Silber und Rot übereck-geteite Büffelhörnern
- Das Wappen von 1650 zeigt in Rot ein silbernes Schildchen, darin ein roter Stern, begleitet von drei im Dreipass mit den Spitzen einwärts gekehrten gold-gebundenen silbernen Lilien. Helmzier wie Stammwappen.

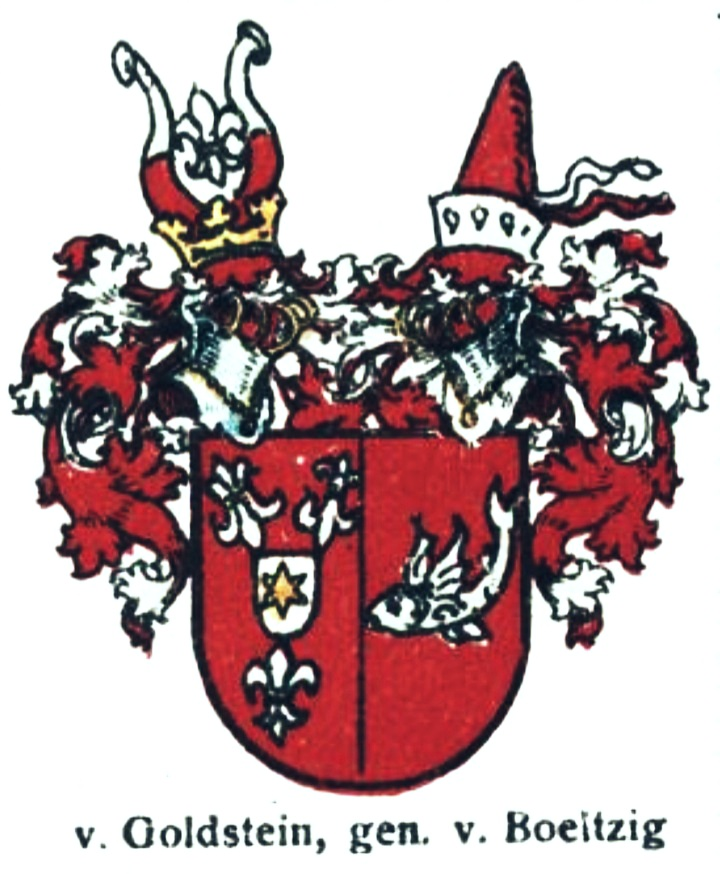
Wappen derer von Goldstein genannt Boeltzig